# Scott Staniforth
Scott Nicholas Gelling Staniforth (West Wyalong, 12 dicembre 1977) è un ex rugbista a 15 australiano, al momento del ritiro utility back del Western Force; campione del mondo 1999, ha preso parte a due edizioni della massima rassegna internazionale di rugby, e fa parte del ristretto gruppo di giocatori che hanno totalizzato almeno 100 presenze nel Super 14. Ha terminato la sua carriera a 31 anni su indicazione dei medici dopo un infortunio al collo occorsogli nel maggio 2010.

## Biografia
Nato a West Wyalong nel Nuovo Galles del Sud, frequentò le scuole superiori a Bathurst; esordì da professionista nel Super 12 1997 nelle file dei Waratahs, di Sydney.
All'epoca aveva già militato nelle selezioni giovanili australiane (Under-17, 19 e 21).
Esordì negli Wallabies in occasione della Coppa del Mondo di rugby 1999, un incontro con gli Stati Uniti a Limerick, poi non fu più selezionato fino al 2002, quando scese in campo a Dublino e a Genova in due test match contro rispettivamente Irlanda e  Italia.
Nel 2004 terminò il suo ingaggio con gli Waratahs e si trasferì in Europa, nella squadra inglese dei London Irish in Premiership, ma l'ingaggio durò poco più di una stagione: nel novembre 2005, infatti, Staniforth chiese al club inglese di essere lasciato libero, per gravi motivi familiari, di tornare in Australia; una volta tornato in patria trovò ingaggio presso il Western Force, esordiente nel rinnovato Super Rugby 2006 a 14 squadre.
Ancora nel 2006 tornò in Nazionale, dopo 4 anni di assenza: fu nel Tri Nations a Johannesburg contro gli Springbok e, successivamente, nei test di fine anno, a Dublino ed Edimburgo contro Irlanda e Scozia.
Nel giugno 2007, a quasi 8 anni dal suo esordio internazionale, disputò il suo primo incontro sul suolo australiano per gli Wallabies: fu a Perth, città sede dei Western Force, contro la Nazionale di Figi; fu quindi selezionato per la Coppa del Mondo di rugby 2007 in Francia.
In tale torneo, dopo l'esordio contro il Galles, si infortunò a Montpellier contro Figi e dovette rinunciare al resto della competizione; sebbene, infatti, la diagnosi fosse stata favorevole, l'Australia fu eliminata ai quarti di finale dall'Inghilterra, e Staniforth non ebbe modo di scendere più in campo; quello contro Figi rimane a tutto il 2010 il suo incontro internazionale più recente.
Alla fine della stagione 2009, dopo esattamente 100 incontri in Super Rugby, il contratto di Staniforth con i Western Force giunse al termine; il giocatore trovò quindi un accordo economico con il club professionistico giapponese degli Yokogawa Musashino Atlastars.
Tuttavia, già a febbraio 2010, si ripresentò la necessità per il Western Force di reintegrare la rosa, falcidiata da infortuni nelle prime giornate del Super 14; a negare al club australiano la possibilità di reintegrare Staniforth vi era il veto della Australian Rugby Union, che proibisce il passaggio in corso di stagione di tesserati tra i due Paesi; tuttavia, pochi giorni dopo, con la dismissione degli Atlastars, Staniforth si liberò dal contratto e fu in grado di tornare a Perth.
A novembre 2010, a causa di un infortunio al collo occorsogli durante un allenamento con i Western Force sei mesi prima, Staniforth ha deciso di ritirarsi su consiglio medico: Staniforth presenta infatti tre dischi vertebrali schiacciati e il proseguimento dell'attività è stato giudicato altamente rischioso dai sanitari.
Staniforth vanta anche due convocazioni a invito nei Barbarians, nel 2003, per altrettanti incontri con Scozia e Galles.